# 圆形竞技场广场
43°50′43.27″N 10°30′22.80″E / 43.8453528°N 10.5063333°E
圆形竞技场广场（意大利语：Piazza dell'Anfiteatro）是意大利卢卡的一个广场，兴建于中世纪，位于公元二世纪古罗马圆形竞技场的废墟上，呈椭圆形。
广场上逐渐充满了建筑，分别用作储藏室，火药库和监狱。
到19世纪，建筑师洛伦索·诺托利尼恢复了古代圆形广场的椭圆形剖面。新的广场用作集市，到20世纪上半叶移到卡梅尔市场（Mercato del Carmine）。 
广场有4个入口，但只有其中最低的一个，才是原始入口之一。 